# آندریاس کایسر
آندریاس کایسر (انگلیسی: Andreas Kaiser؛ زادهٔ ۴ مهٔ ۱۹۶۴) بازیکن فوتبال اهل آلمان است.
از باشگاه‌هایی که در آن بازی کرده‌است می‌توان به باشگاه فوتبال فورتونا دوسلدورف اشاره کرد.